# Kristove roky
Kristove roky, v češtině někdy jako Kristova léta, je název dlouhometrážního hraného debutu slovenského režiséra Juraje Jakubiska s premiérou v roce 1967. Jakubiskův námět počítal s natočením filmu ve stylu filmů Michelangela Antonioniho, ale po upravení scénáře Dohnalem byl film natočen spíše ve stylu Federica Felliniho. Výsledný film je také ovlivněn, tím, že původně zamýšlený herec hlavní postavy měl být Josef Abrhám, který z pracovních důvodů odmítl.
Film nese prvky autobiografičnosti. Film se zaměřuje na slovenského malíře Juraje, který žije v Praze a dosáhl Kristových let, tedy pomyslného středu života a je před ním rozhodnutí jak bude pokračovat. Seznává, že doposud se mu dařilo vyhýbat se veškerým závazkům, nicméně to se nezdá jako dobrá strategie do budoucna. V rozhodování mu může pomoct smrt bratra Andreje. Film také zachycuje nesnášenlivost mezi Slováky a Čechy.[zdroj⁠?!]
Technické zpracování se vyznačuje živou barvou[zdroj⁠?!], čehož je docíleno vysokými kontrasty záběrů. Také obsahuje některé experimentální prvky, jako barevné záběry vkládané do jinak černobílého filmu, nebo prohazování objektivu.

## Hrají
- Jirí Sýkora - Juraj
- Jana Stehnová - Jana
- Vlado Müller - Andrej
- Miriam Kantorková - Marta
- Mária Sýkorová - 	Granny
- Viktor Blaho - Juraj's father
- Zdenek Týle - Pelnár
- Jirí Stehno - Chaplain
- Robert Krásny - Marcel